# 台灣人壽

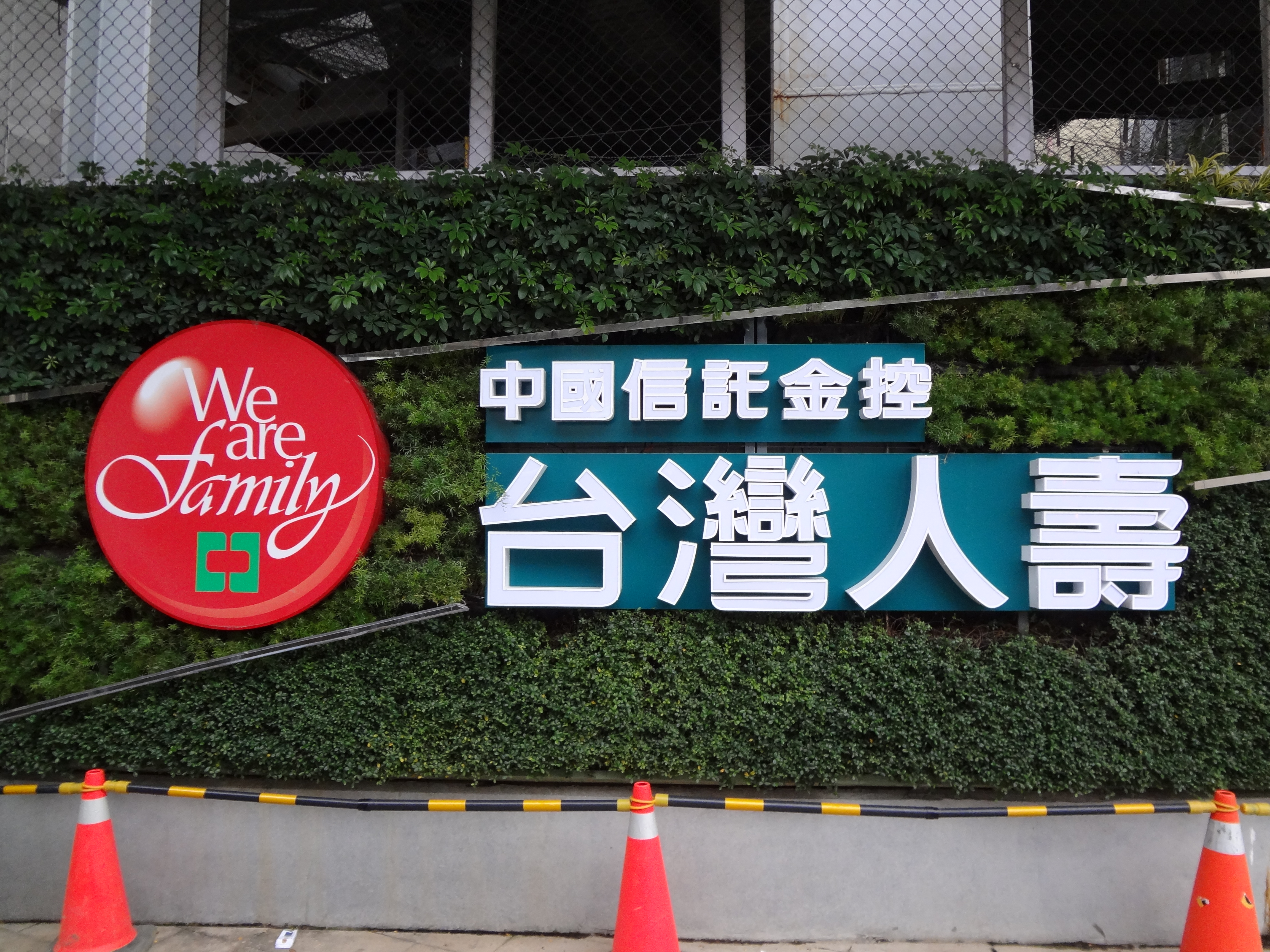
中信金控台灣人壽商標燈箱

台灣人壽，全稱台灣人壽保險、簡稱台壽，為中信金控旗下的全資子公司。
2011年，中信金控涉足人壽保險業務，將大都會人壽台灣子公司購入後改名為中國信託人壽保險（簡稱中國信託人壽、中信人壽），成為中信金控旗下一員。而後在2013年收購宏利人壽台灣分公司後，中信金控又買下了台灣人壽，並且在2016年將兩家公司合併，合併後以台灣人壽為存續公司。

## 歷史

### 台灣人壽
1945年中華民國接管臺灣後，台灣省行政長官公署成立「台灣省保險會社監理委員會」，接管台灣日治時期的14家人壽保險公司及12家產物保險公司。1947年，由省屬銀行公庫等投資成立台灣人壽及台灣產物保險，成為中華民國在台最早成立的保險公司；1998年，台灣人壽民營化。
2000年，龍邦建設入主台灣人壽，台灣人壽發表吉祥物台壽阿龍。2004年8月，第三代台壽阿龍電視廣告上檔，廣告歌「希望每天都是星期天，無憂無慮快樂去聊天……」在各幼稚園與小學大流行。
2003年，台灣人壽成立台壽保資融。2006年4月6日，台灣人壽標得國華產物保險。2006年7月21日，國華產險改為龍平安產物保險。2007年，台灣人壽成立文向教育基金會。2008年10月31日，龍平安產險改名台壽保產物保險。2008年12月17日，台灣人壽與廈門建發集團共同投資人民幣2.4億元，各持股50%，合資成立君龍人壽。
2007年底，台灣人壽標得國華人壽臺北市中山北路大樓。

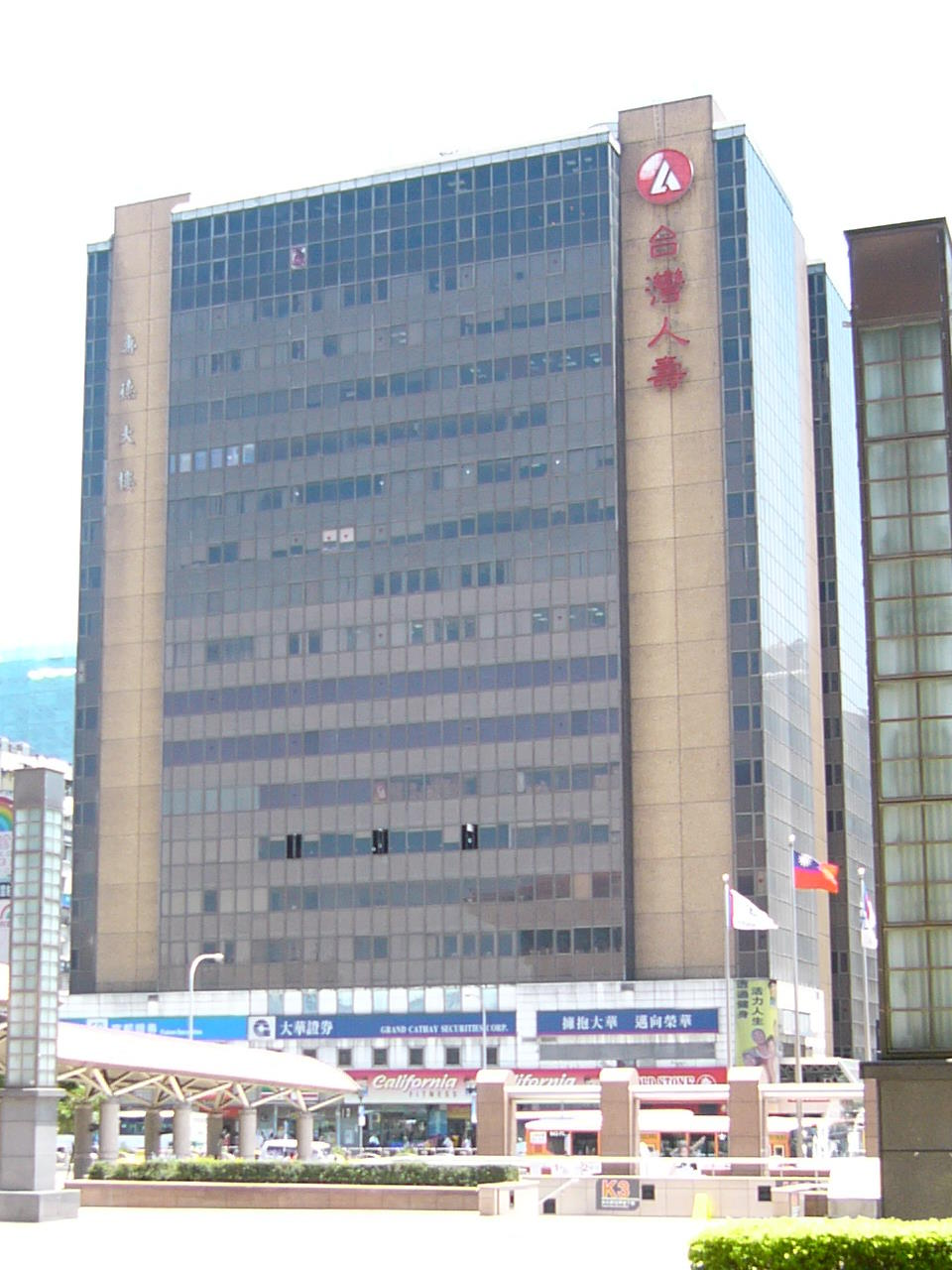
台灣人壽總部原位於壽德大樓

台灣人壽總部原位於台北站前商圈壽德大樓。2009年4月27日，台灣人壽舉行新總部「台灣人壽金融總部大樓」（現台灣人壽中山大樓）動土典禮，由姚仁喜設計。2010年3月16日，台灣人壽舉行台灣人壽金融總部大樓上樑典禮。2014年6月16日，台灣人壽董事會決議，前立法委員許舒博接任董事長。
2010年8月11日，中央存款保險公司委託第一太平戴維斯標售臺北市中正區南陽街1號慶豐銀行總行大樓等13筆慶豐銀行不良資產，台灣人壽以新臺幣25.6億元標得慶豐銀行總行大樓，每地坪新臺幣833.9萬元、每建坪新臺幣105.9萬元，雙雙創下臺北市西區辦公大樓交易新高。慶豐銀行總行大樓隨之改名為「台灣人壽南陽大樓」。

### 大都會人壽
1988年，美國大都會人壽保險（MetLife）成立台灣子公司「大都會國際人壽保險股份有限公司」（MetLife Taiwan Insurance Co., Ltd.，簡稱「大都會人壽」），吉祥物為史努比，電視廣告標語：「選擇大都會人壽，有價值喔！」
2006年，由於不堪長期虧損，大都會人壽開始解散傳統業務員部門，大都會人壽保險並開始考慮出售大都會人壽。2009年10月，大都會人壽保險決定撤出台灣市場，標售大都會人壽。經過議價後，2010年4月19日，國票金控宣布以1.125億美元買下大都會人壽全部股權；但2010年10月6日，金融監督管理委員會認為國票金控無法長期經營大都會人壽，公告駁回此案。大都會人壽保險在重新尋找買主後，於2011年3月決定由中信金控以1.8億美元買下大都會人壽全部股權，並在同年11月1日完成股權交割，大都會人壽正式成為中信金控成員。

### 宏利人壽
1992年，加拿大宏利金融成立宏利人壽台灣分公司「英屬百慕達商宏利人壽保險國際股份有限公司台灣分公司」。
2013年7月31日，中信金控以新台幣7.24億元收購宏利人壽台灣分公司，中國信託人壽概括承受宏利人壽台灣分公司營業、資產與負債。2013年11月19日，金管會核准中國信託人壽概括承受宏利人壽台灣分公司營業及特定資產與負債申請案。
2014年1月1日，中國信託人壽完成併購宏利人壽台灣分公司。

### 中國信託人壽
2011年10月，中信金控決定，不承接大都會人壽的史努比版權。2012年1月2日，配合中信金控的識別名稱，大都會人壽更名為「中國信託人壽保險股份有限公司」，總部設於台北市松山區南京東路五段1號8樓（新光前瞻金融大樓）。2013年6月4日，中信金控英文名稱由「Chinatrust Financial Holding Co., Ltd.」改為「CTBC Financial Holding Co., Ltd.」，金控子公司英文名稱中「Chinatrust」字樣隨之改為「CTBC」。
2014年8月29日，中信金控通過中國信託人壽以每股人民幣4.2元取得中國農業銀行旗下公司農銀人壽19.99%股權，總金額人民幣17.1億元全數以現金支付，同時將取得農銀人壽1席董事、1席獨立董事及1席非職工監事；但2016年6月15日，中信金控公告，此案因交易對象及條件均有變動，且原股權轉讓協議已無法進行，已經被金管會公告廢止。
2014年12月22日，中國信託人壽總部遷入台北市南港區中國信託金融園區，總部地址改為台北市南港區經貿二路188號8樓。2015年5月12日，中信金控與台灣人壽共同宣布簽訂股權轉換合約，每股台灣人壽普通股轉換1.44股中信金控普通股、每股台灣人壽特別股轉換1股中信金控特別股，溢價約9.9%，總金額達新台幣323.5億元、股價淨值比1.87倍。
2015年10月15日，中信金控完成台灣人壽股份轉換，台灣人壽成為中信金控百分之百持股的子公司，中信金控發布中國信託人壽與台灣人壽合併事宜：合併後以台灣人壽為續存公司，原中國信託人壽董事長凌氤寶擔任台灣人壽董事長，原台灣人壽董事長許舒博擔任台灣人壽董事兼台壽保產險董事長，台灣人壽董事朱炳昱續任，中國信託商業銀行暨中國信託人壽董事梁德強擔任台壽保資融董事長。

### 納入中信金控
2016年1月1日，台灣人壽與中國信託人壽完成合併，以台灣人壽為存續公司，原中國信託人壽總經理林欽淼擔任台灣人壽總經理，許舒博轉任台壽保產險董事長，台灣人壽總部遷至台北市南港區經貿二路188號8樓，台灣人壽不再使用台壽阿龍。台灣人壽金融總部大樓隨之改名為「台灣人壽中山大樓」。
2016年1月13日，台灣人壽舉行成立酒會，推出4張利率變動商品。2016年5月10日，台灣人壽公布，安聯人壽以象徵性的新台幣1元將在台灣的傳統型保單移轉給台灣人壽，保單預定利率皆在4%以上，保單準備金新台幣265億元及相對應資產新台幣446億元也一併移轉，是台灣第一宗只買保單的資產承受案；然而金管會有疑慮而不予核准，安聯則另外找買家。2016年5月30日，台灣人壽公布以新台幣165億元向漢神資產管理取得漢來新世界中心。
2016年9月22日，YouTube台灣人壽官方頻道發布台壽阿龍電視廣告〈台灣阿龍快樂歌〉，台灣人壽恢復使用台壽阿龍。
2021年1月1日，台壽保產險改名中國信託產物保險，台壽保資融改名中國信託資融。
2022年1月29日，台灣人壽發布3D動畫形象廣告〈龍是你兄弟〉，台壽阿龍、中國信託慈善基金會吉祥物「小火子」與中信兄弟吉祥物「小翔」共同表現力挺年輕世代的故事。

## 外部連結
- （繁體中文） 台灣人壽 （页面存档备份，存于）